# Пітер Берковіц
Пітер Берковіц (англ. Peter Berkowitz; н 1959) — американський політолог, колишній професор права, старший науковий співробітник Інституту ГувераСтенфордського університету. Він має ступінь доктора Правознавства і доктора філософії та політології Єльського університету; ступінь магістра філософії Єврейського університету в Єрусалимі; і ступінь бакалавра англійської літератури Свортмор-коледжу (1981).
Берковіц викладав конституційне право і юриспруденцію в Університеті Джорджа Мейсона з 1999 по 2007 рік і політичну філософію в департаменті уряду в Гарвардському університеті з 1990 по 1999 рік.
У 1997 році, після того, як президент Гарвардського університету Нейл Раденстін відкинув рекомендації уряду та заперечив його перебування на посаді, Берковіц поставив під сумнів процес, за допомогою якого Раденстін досяг свого рішення за допомогою внутрішньої процедури розгляду скарг Гарварда. Зрештою, в 2000 році він був призваний в суд за порушення умов контракту щодо Гарварду. У 2003 році Вищий судовий суд штату Массачусетс відхилив його справу.
Він є одним із засновників і директор Ізраїльської програми конституційного уряду і є членом консультативної ради з питань політики в Центрі етики і публічної політики. Він входить до складу Ради директорів Національної асоціації вчених. Він захищав Джорджа Буша і неоконсервативну політику. Він також писав статті про лібералізм і консерватизм в Сполучених Штатах. У 2003 році він написав статтю в The Weekly Standard, що захищає філософа Лео Штрауса від недоброзичливців, які стверджували, що Штраус вчив елітну групу високопоставлених чиновників в адміністрації Буша, які таємно маніпулювали політиками.
Берковіц раніше входив до складу консультативної групи з питань зовнішньої політики кандидата в президенти Республіканської партії Руді Джуліані.
Берковіц відомий своєю критикою американської вищої освіти, особливо університетського містечка культури і університетського управління. Виступаючи в 2015 році, він підвів свою критику, як:
… те, що я бачу, це розмивання і політизація основного навчального плану. Я бачу, згортання свободи слова, свободи думки і обговорення в університетському містечку. І все частіше, особливо останні кілька років, спустошення належного процесу на території кампуса для студентів яких звинуватили в ці дні, як правило, в сексуальних домаганнях і у випадках сексуального насильства. Так що я бачу погану ситуацію.
Що стосується свободи слова американських університетів і коледжів в кампусах, Берковіц виступає за надійний режим свободи мови. Як сказав консервативний письменник і коментатор Білл Крістол у відповідь на спірне звільнення Ларрі Саммерса з посади президента Гарварда, «Я хочу, щоб в університеті був президент, який буде говорити до вхідного класу» в цьому коледжі, в цьому університеті, ви маєте право ображатися . Якщо протягом семестру ви чули думку, що змушує вас почувати себе ніяково, незручно, я хочу, щоб ви прийшли до мене."

## Праці
- Virtue and the Making of Modern Liberalism (Princeton University Press, 1999).
- Nietzsche: The Ethics of an Immoralist (Harvard University Press, 1995).
- Varieties of Conservatism in America, editor (Hoover Institution Press, 2004).
- Varieties of Progressivism in America, editor (Hoover Institution Press, 2004)
- The Future of American Intelligence, editor (Hoover Institution Press, 2005)
- Terrorism, the Laws of War, and the Constitution: Debating the Enemy Combatant Cases, editor (Hoover Institution Press, 2005).
- Never a Matter of Indifference: Sustaining Virtue in a Free Republic, editor (Hoover Institution Press, 2003).

Співредактор (із Tod Lindberg) серії книг Hoover Studies in Politics, Economics, and Society з 2005 р.